# Tursunali Rustamow
Tursunali Chajtmachamatowicz Rustamow (ros. Турсунали Хайтмахаматович Рустамов; ur. 31 stycznia 1990) – kirgiski piłkarz grający na pozycji ofensywnego pomocnika. Od 2016 jest zawodnikiem klubu Ałaj Osz.

## Kariera piłkarska
Swoją karierę piłkarską Rustamow rozpoczął w klubie Szer Biszkek w którym w 2009 roku zadebiutował w pierwszej lidze kirgiskiej. W latach 2011–2012 grał w Ałdze Biszkek, z którą w 2012 wywalczył wicemistrzostwo Kirgistanu. W 2013 roku występował w Dordoju Biszkek, z którym także został wicemistrzem kraju. W 2014 był zawodnikiem tadżyckiego FK Chodżent.
W 2014 roku Rustamow wrócił do Ałgi Biszkek, a w 2016 roku przeszedł z niej do Ałaju Osz. W latach 2016 i 2017 wywalczył z nim dwa mistrzostwa Kirgistanu.

## Kariera reprezentacyjna
W reprezentacji Kirgistanu Rustamow zadebiutował 1 czerwca 2012 w przegranym 2:5 towarzyskim meczu z Kazachstanem. W 2019 roku powołano go do kadry na Puchar Azji.